# Платон (Лобанков)
Епископ Платон (в миру Пётр Егорович Лобанков; 5 ноября 1927, село Казинка, Горловский район, Рязанская область — 27 октября 1975, Воронеж) — епископ Русской православной церкви, епископ Воронежский и Липецкий.

## Биография
Родился в 1927 году в семье крестьянина.
В 1941 году окончил семилетнюю школу в селе Казинке и устроился счетоводом в колхоз.
В 1943 году пошел на курсы трактористов и, по окончании их, начал работать трактористом Краснооктябрьской машинно-тракторной станции в родном селе.
В 1952 году оставляет свою прежнюю работу и становится псаломщиком Космодамианской церкви в селе Летово Рыбновского района Рязанской епархии.
В мае 1953 года отправился в Псково-Печерский монастырь и стал послушником. 9 июля написал прошение на имя наместника монастыря архимандрита Пимена (Извекова) о принятии в братство обители. Наместник согласился «зачислить с испытательным сроком по усмотрению администрации».
Нёс в монастыре несколько послушаний: пел и читал на клиросе, был «гостинником» и проводником по пещерам.
В начале 1954 года архимандрит Пимен был переведён на должность наместника Троице-Сергиевой Лавры. По прошению архимандрита Пимена «в связи с крайней необходимостью … личного при мне присутствия по состоянию здоровья» в лавру перешёл и Пётр Лобанков, где 7 марта был пострижен в монашество с именем Платон.
7 апреля 1954 года в Богоявленском Патриаршем соборе в Москве рукоположён Патриархом Алексием I во иеродиакона. Многие годы был иподиаконом Патриарха.
В 1960 году поступил в Московскую духовную академию.
19 января 1961 года в Богоявленском Патриаршем соборе в Москве рукоположён патриархом в сан иеромонаха.
В составе церковной делегации посетил в 1957 году Болгарию и Югославию. В 1960 году был в числе сопровождающих Святейшего Патриарха Алексия в его поездке на Ближний Восток.
В 1964 году окончил Московскую духовную академию в сане игумена. За сочинение «Святительские труды Высокопреосвященнейшего Платона (Левшина), митрополита Московского» удостоен степени кандидата богословия.
22 декабря 1964 года игумен Платон назначен наместником Троице-Сергиевой Лавры.
В 1965 году окончил аспирантуру при Московской духовной академии.
2 июня 1970 года архимандриту Платону определено быть епископом Аргентинским и Южноамериканским, исполняющим обязанности экзарха Центральной и Южной Америки.
16 июля 1970 года за Всенощным бдением в Успенском соборе Троице-Сергиевой Лавры Местоблюстителем Патриаршего Престола митрополит Крутицкий и Коломенский Пименом (Извековым) с сонмом епископов наречён во епископа.
18 июля 1970 года в Успенском соборе Троице-Сергиевой Лавры Местоблюстителем Патриаршего Престола митрополитом Пименом (Извековым) с сонмом епископов хиротонисан во епископа Аргентинского и Южноамериканского. 11 августа ему также поручено временное управление приходами в Мексике. Отбыл в Аргентину, но 24 февраля 1971 года освобождён «от занимаемой им кафедры».
28 февраля 1971 года назначен епископом Самаркандским, викарием и управляющим Ташкентской епархии. С 25 июня — епископ Ташкентский и Среднеазиатский.
На фоне своих деятельных предшественников по кафедре ничем себя не проявил.
С 11 октября 1972 года назначен епископом Воронежским и Липецким.
При епископе Платоне в гор. Задонске Липецкой области власти изъяли у общины Успенский собор, находящийся в центре города, для размещения в нём краеведческого музея. В «бесплатное пользование» приходу предоставили другой храм — Троицкий собор бывш. Тихоновского женского монастыря, гораздо меньший по площади и находящийся на краю города. Он потребовал длительного капитального ремонта; освящение Троицкого собора епископ Платон совершил 24 ноября 1974 года.
Скончался 27 октября 1975 года. Отпевание проходило в Покровском соборе Воронежа. Погребён в селе Черкизово Пушкинского района Московской области.

## Награды
- Орден святого равноапостольного великого князя Владимира II степени (1968)
- Орден святого равноапостольного великого князя Владимира III степени (1962).[7]